# Tony Marchant
Anthony John „Tony” Marchant (ur. 28 sierpnia 1937 w Melbourne) – australijski kolarz torowy, złoty medalista olimpijski.

## Kariera
Największy sukces w karierze Tony Marchant osiągnął w 1956 roku, kiedy wspólnie z Ianem Browne’em zdobył złoty medal w wyścigu tandemów podczas igrzysk olimpijskich w Melbourne. W finałowym wyścigu Australijczycy pokonali reprezentantów Czechosłowacji: Ladislava Foučka i Václava Macheka. Był to jedyny medal wywalczony przez Marchanta na międzynarodowej imprezie tej rangi oraz jego jedyny start olimpijski. Nigdy nie zdobył medalu na torowych mistrzostwach świata.